# 群园建筑
群园建筑，位于中国广东省广州市番禺区市桥街道海傍路番禺区老干部活动中心内，现为广州市文物保护单位，类型为近现代重要史迹及代表性建筑，公布时间为2002年7月。
群园建筑的历史年代为1941。